# CHIR99021
CHIR99021是一种化合物，可作为酶GSK-3的抑制剂。它已被证明，在涉及将一种细胞类型转化为另一种细胞类型的分子生物学应用中有效。
CHIR99021和丙戊酸的混合物，代号FX-322，据称可增加内耳干细胞的增殖，可能使毛细胞重新生长。毛细胞对听觉重要，并会因慢性噪音暴露或衰老而丢失。2023年，由于IIb期临床研究中未能显著改善获得性感觉神经性耳聋（SNHL）患者的言语感知能力，FX-322中止开发。
该物质已被用作化学品混合液的一部分，以将衰老的人类细胞变回年轻细胞（以转录组年龄衡量），而不将它们完全变成未分化的诱导性多能干细胞。
2024年，在小鼠急性肺损伤模型中，研究发现CHIR99021可通过抑制GSK3，促进肺泡上皮细胞增殖和肺再生，并在大鼠模型中，触发部分肝切除的肝再生过程。2025年，研究发现CHIR99021可通过抑制GSK3β，诱导FHIT缺失型肺癌细胞凋亡。